# Konwekcja termiczna
Konwekcja termiczna – w meteorologii i fizyce atmosfery, system prądów wstępujących i zstępujących, w atmosferze wywołane różnicami w temperaturze różnych miejsc atmosfery. 
Poza ruchami pionowymi w systemie konwekcji formują się strefy konwergencji i dywergencji prądów powietrznych, „zamykające” od dołu i od góry słupy powietrza wznoszącego się i opadającego. Wznoszenie, sięgające nieraz do górnej troposfery, kończy się dywergencją.
Osiadanie zaczyna się od konwergencji, a w dolnych partiach atmosfery (zwykle przy powierzchni ziemi) przechodzi w dywergencje. Niższe warstwy powietrza wznoszącego się podlegają z kolei konwergencji. W ten sposób tworzą się komórki cyrkulacji konwekcyjnej. Nad lądami systemy konwekcyjne nawiązują zwykle do zróżnicowanej termiki podłoża atmosfery prądy wstępujące rozwijają się nad cieplejszymi fragmentami powierzchni ziemi, osiadając nad chłodniejszymi.
Systemy cyrkulacji konwekcyjnej, zwłaszcza nad lądami, mają na ogół charakter pulsacji – tworzą się i zanikają w pewnym rytmie, kształtującym się pod wpływem przyspieszeń ruchów wstępujących. Odrywające się znad podłoża i unoszące się coraz szybciej porcje powietrza „organizują się” w tzw. kominy konwekcyjne, w których dolne partie obejmuje konwergencja, rozprzestrzeniająca się ku górze, w ślad za „uciekającą” coraz wyżej górną częścią komina.
W ten sposób pionowy prąd odrywa się od ziemi, nad którą przejściowo dominują poziome składowe prędkości (konwergencja). Jest to tzw. "komin podłoża". Gdy warunki termiczne są sprzyjające, dochodzi do rozwoju kolejnego komina konwekcyjnego. Podczas słonecznej pogody letniej, gdy nagrzewające się podłoże kształtuje chwiejną stratyfikację termiczną w atmosferze, kominy konwekcyjne powstają co 10-30 min, większość z nich trwa przez 8-20 minut.
Przekroczenie poziomu kondensacji i powstanie chmury w kominie konwekcyjnym aktywizuję konwekcję, uzyskując dodatkowy impuls w postaci uwolnionego ciepła parowania.
W tych przypadkach, jak wynika z obserwacji lotników, ruch wstępujący „wraca” ku ziemi. Jest to tzw. komin chmury – prąd wstępujący, który utrzymuje się w całej warstwie powietrza, rozciągającej się od podłoża atmosfery aż do wierzchołka chmury konwekcyjnej (Cu, Cb). Trwa on dłużej niż komin podłoża; zanika zwykle wtedy, gdy rozwijające się chmury ograniczają insolację i powodują zanik chwiejności. Następuje to po kilku godzinach, na ogół dopiero przed wieczorem.
Stan równowagi chwiejnej z ruchami wstępującymi w atmosferze lotnicy i szybownicy nazywają termiką. Wyróżnia się m.in. termikę wypracowaną – jeśli chwiejna stratyfikacji powstaje wskutek dziennego nagrzewania się podłoża i przyziemnych warstw powietrza – i termikę naniesioną, która powstaje w związku z adwekcją zimnego powietrza nad cieplejsze podłoże. Oznaką termiki naniesionej bywają szlaki chmur konwekcyjnych – rzędy Cumulusów, układające się zgodnie z kierunkiem adwekcji. Niekiedy powstają warunki rozwoju termiki w porze nocnej; przyczynia się do tego wypromieniowanie ciepła z wierzchołków chmur.
Ochładzanie na tej wysokości oznacza wzrost pionowych gradientów temperatury, które mogą osiągać wartości, odpowiadające równowadze chwiejnej.